# 韋明特里島

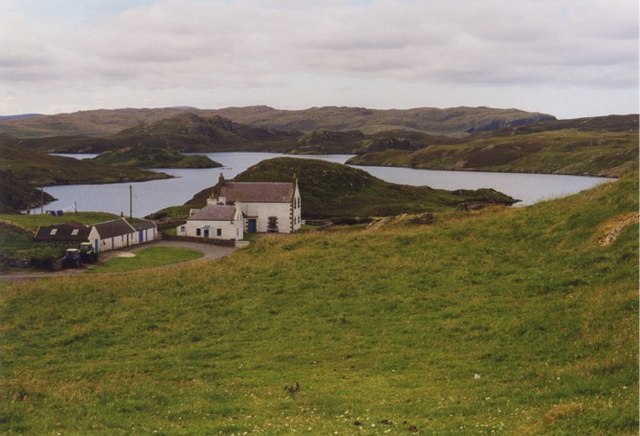

韋明特里島是蘇格蘭的島嶼，位於馬克爾島以南的大西洋海域，屬於昔德蘭群島的一部分，面積3.7平方公里，該島有新石器時代的墳墓，島上無人居住。
60°19′46″N 1°27′47″W / 60.32944°N 1.46306°W